# Xã Athensville, Quận Greene, Illinois
Xã Athensville (tiếng Anh: Athensville Township) là một xã thuộc quận Greene, tiểu bang Illinois, Hoa Kỳ. Năm 2010, dân số của xã này là 343 người.